# Michael Begley (Politiker)
Michael Begley (irisch Mícheál Ó Beaglaoich, * 22. August 1932 in Dingle, County Kerry; † 26. März 2012 ebenda) war ein irischer Politiker der Fine Gael, der zwanzig Jahre den Wahlkreis Kerry South im Dáil Éireann, dem Unterhaus des irischen Parlaments (Oireachtas), vertrat und zeitweise „Juniorminister-Ämter“ übernahm.

## Leben
Begley, der von Beruf Zimmerer war, begann seine politische Laufbahn, als er 1960 für die Fine Gael zum Mitglied des Grafschaftsrates des County Kerry gewählt wurde.
Nachdem er bei den Wahlen 1965 sowie 1966 bei einer Nachwahl (By-election) erstmals erfolglos im Wahlkreis Kerry South für ein Mandat im Unterhaus kandidiert hatte, wurde er bei den Wahlen vom 18. Juni 1969 zum Abgeordneten (Teachta Dála) in das Dáil Éireann gewählt und vertrat dort bis zu seiner Niederlage bei den Wahlen zum Dáil Éireann 1989 zwanzig Jahre lang den Wahlkreis Kerry South.
Am 14. März 1973 wurde Begley zum Parlamentarischen Sekretär im Ministerium für kommunale Verwaltung in die Regierung von Premierminister (Taoiseach) Liam Cosgrave berufen. In der zweiten Hälfte von Cosgraves Amtszeit war er vom 30. September 1975 bis zum Verlust der Regierungsmehrheit an die Fianna Fáil von Jack Lynch am 25. Mai 1977 Parlamentarischer Sekretär im Finanzministerium.
Nachdem die Fine Gael zusammen mit der Irish Labour Party nach den Wahlen zum Dáil Éireann 1981 am 30. Juni 1981 unter der Führung von Premierminister Garret FitzGerald eine Koalitionsregierung bildete, wurde Begley zum Staatsminister im Ministerium für Gewerbe, Handel und Tourismus ernannt, und behielt dieses Amt bis zum Ende von FitzGeralds Amtszeit am 9. März 1982.
Nach seinem Ausscheiden aus dem Unterhaus 1989 zog sich Begley, der sich in Dingle in der Gaelic Athletic Association (GAA) engagierte, weitgehend aus dem politischen Leben zurück, nachdem auch seine Kandidatur für ein Mandat im Senat (Seanad Éireann) für die Gruppe der Arbeitnehmerschaft gescheitert war.